# Reusel-De Mierden
Reusel-De Mierden  è una municipalità dei Paesi Bassi di 12 564 abitanti situata nella provincia del Brabante Settentrionale.
La municipalità è stata istituita il 1º gennaio 1997 ed è stata formata dall'unione del territorio dell'ex-municipalità di Reusel e Hooge en Lage Mierde.